# Pseudoyersinia inaspectata
Pseudoyersinia inaspectata es una especie de mantis de la familia Mantidae.

## Distribución geográfica
Se encuentra en Argelia.